# Moorkamp bei Süddorf
Der Moorkamp bei Süddorf ist ein Naturschutzgebiet in der niedersächsischen Gemeinde Edewecht im Landkreis Ammerland.
Das Naturschutzgebiet mit dem Kennzeichen NSG WE 199 ist 19,6 Hektar groß. Das Gebiet steht seit dem 6. Februar 2010 unter Naturschutz und ersetzt das gleichnamige Naturschutzgebiet aus dem Jahr 1990. Zuständige untere Naturschutzbehörde ist der Landkreis Ammerland.
Das Naturschutzgebiet liegt südwestlich von Edewecht und etwas nördlich des Küstenkanals. Bei dem Gebiet handelt es sich um einen Rest des ehemals ausgedehnten Hochmoores Vehnemoor. Teile des Moores sind durch Handtorfstich verändert. Das Moor soll durch Wiedervernässung renaturiert werden. Im Moorgebiet finden sich Birken-Moorwälder und Pfeifengräser. Im Osten wird das Moorgebiet vom Bahndamm der ehemaligen Kleinbahn Bad Zwischenahn–Edewechterdamm begrenzt. Dort sind vorwiegend Eichen zu finden. Das  Schutzgebiet hat aufgrund seiner Handtorfstiche und der ehemaligen Bahnkörper der Kleinbahn und der Moorbahn eine hohe kulturhistorische Bedeutung als Zeugnis der Kultivierung der Moorlandschaften im Nordwestdeutschland.
Die an das Moor angrenzenden Grünlandflächen sind in das Naturschutzgebiet mit einbezogen.